# Molly Malone
Molly Malone (znana również jako Cockles and Mussels) – piosenka irlandzka, popularny utwór folklorystyczny, który w Irlandii zdobył nieomal status hymnu narodowego i stał się nieoficjalnym hymnem Dublina, stolicy kraju. Utwór ten jest często śpiewany przez kibiców futbolu gaelickiego oraz kibiców klubów rugby, w tym reprezentacji narodowej Irlandii. Utwór ten jest także śpiewany w filmie Stanleya Kubricka Mechaniczna pomarańcza. Opowiada historię Molly Malone, pięknej sprzedawczyni jadalnych małży, sercówek (ang. cockles) i omułków (ang. mussels), wożącej je wózkiem straganiarkim po ulicach Dublina, która zmarła młodo na febrę.
Molly Malone została uczczona naturalnych rozmiarów rzeźbą zaprojektowaną przez Jeanne Rynhart, początkowo usytuowaną u wlotu jednego z najbardziej popularnych deptaków Dublina – Grafton Street. Pomnik został odsłonięty w 1988 z okazji obchodów pierwszego tysiąclecia istnienia miasta. W 2014 przeniesiono go na Suffolk Street. 
W Dublinie rzeźba Molly Malone bywa nazywana tart with a cart („ślicznotka z wózkiem” lub „kobieta lekkich obyczajów z wózkiem”).
W kwietniu 2025 r. Rada Miasta Dublina podjęła decyzję o zatrudnieniu stewardów do patrolowania pomnika Molly Malone od maja 2025 r. na zasadzie eksperymentu, aby chronić go przed praktyką, wprowadzoną przez przewodników turystycznych w 2012 r., polegającą na pocieraniu dość obfitych piersi pomnika dla zapewnienia sobie szczęścia. Stewardzi będą prosić turystów, aby patrzyli na pomnik, ale nie dotykali go. Z powodu intensywnego pocierania powłoka ochronna z brązu zeszła już w ciągu kilku lat, więc aby obniżyć koszty utrzymania pomnika, zatrudnieni zostaną stewardzi, ponieważ ich koszt wyniesie zaledwie kilka tysięcy euro, co jest wielokrotnie tańsze niż sześciocyfrowa suma potrzebna do podniesienia cokołu, a być może powstrzyma to ciągłe nękanie słodkiej Molly Malone.